# 쿠르웨오고현

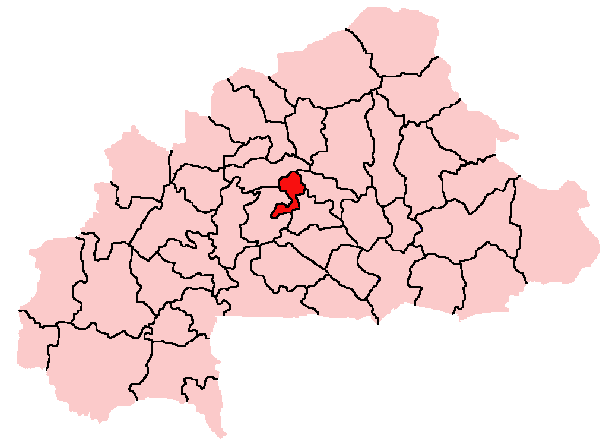
쿠르웨오고현의 위치

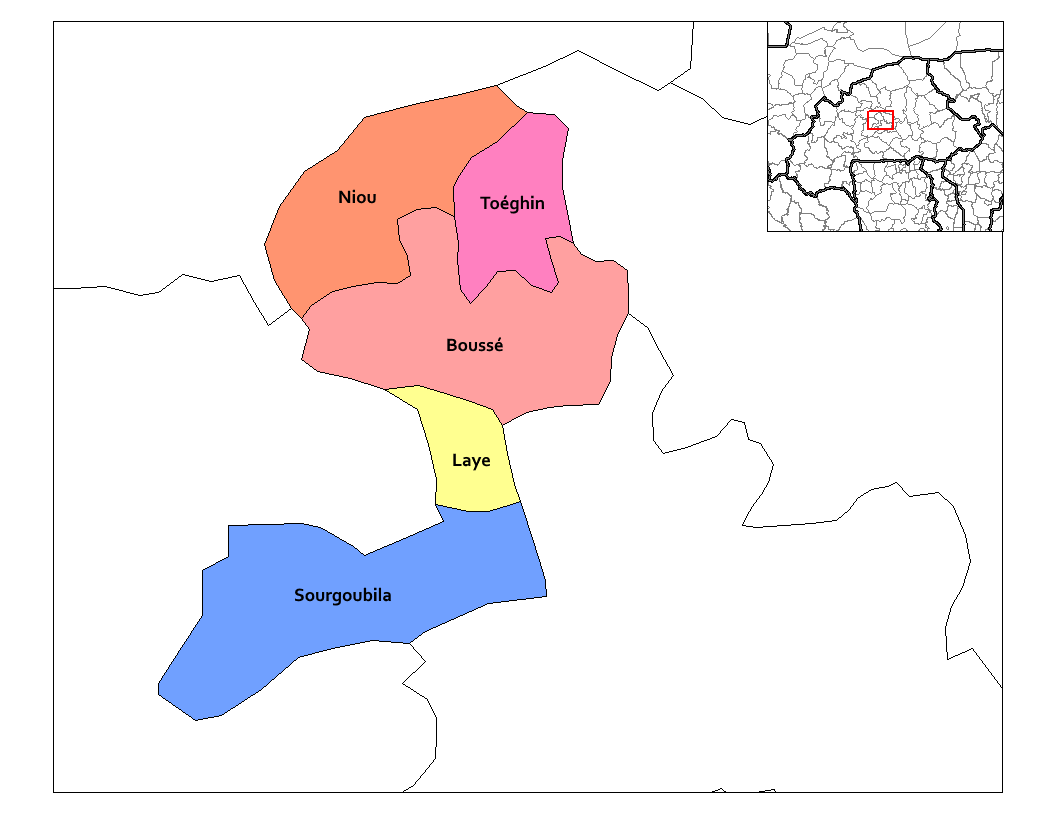
쿠르웨오고현의 행정 구역

쿠르웨오고현(프랑스어: Kourwéogo)은 부르키나파소 플라토상트랄주에 위치한 현으로, 현도는 부세이며 면적은 1,588km2, 인구는 136,017명(2006년 기준)이다. 5개 군(부세군, 라예군, 니우군, 수르구빌라군, 토에긴군)을 관할한다.

## 같이 보기
- 부르키나파소의 주
- 부르키나파소의 현